# Hünighausen
Koordinaten: 51° 22′ 45″ N, 9° 0′ 11″ O
Hünighausen ist eine Wüstung in der Gemarkung von Bad Arolsen im nordhessischen Landkreis Waldeck-Frankenberg. Der Ort befand sich auf 282 m Höhe im heutigen Gebiet der Kernstadt von Arolsen unmittelbar nördlich des westlichen Teilstücks der Großen Allee. Heute erinnern der dort nach Norden abzweigende „Hünighäuser Weg“ und der von diesem etwa 150 m weiter nördlich nach Westen abzweigende „Domänenweg“ an den verschwundenen und inzwischen neu bebauten Ort.

## Geschichte
„Huninghusun“ wurde während der Amtszeit des Corveyer Abts Erkenbert (1107–1128) erstmals urkundlich erwähnt, als die Einkünfte von zwei dort der Abtei gehörenden Höfen der Corveyschen Propstei Obermarsberg zugewiesen waren. Im Dezember 1182 bestätigte Papst Lucius III. dem 1131 gestifteten Augustiner-Chorfrauen-Stift Aroldessen dessen Besitzungen u. a. in „Huneckhusen“. Im 13. Jahrhundert gehörte das Dorf offenbar zum Freigericht „Thonrseberg“ (Donnersberg) der Grafen von Everstein, und 1239 bestätigte Graf Otto II. dem Kloster Aroldessen alle seine Besitzungen in „Huninchusen“. Ebenfalls im 13. Jahrhundert findet sich „Hunenchus“ in einem Verzeichnis von Zehnt-Einkünften der Abtei Corvey, und dieser Zehnt wurde von der Abtei zu Lehen ausgegeben. 1493, bei der Umwandlung des Klosters Aroldessen in ein Antoniter-Kloster holte man die Zustimmung des neuen Abts Hermann III. von Bömelberg zum Verkauf des halben Zehnten u. a. in „Hünenchussen“ oder auch „Hünekussen“ durch den Knappen Werner Winter und dessen Frau an Jakob Ebelson, den Präzeptor, d. h. Klostervorsteher, der Grünberger und Arolser Antoniter, ein.
Im Zuge der Säkularisation der Klöster in der Grafschaft Waldeck im Jahre 1526 kam dieser bisher kirchliche Besitz an die Grafen von Waldeck, die dort eine Meierei einrichteten. Diese wurde 1759 mit der von Arolsen vereinigt und dann ab 1820 als Kammergut verpachtet. Nach einem Brand noch im Jahre 1820 wurden 1823 ein neues Gutshaus und weitere Wohngebäude errichtet. 1895 lebten dort 34 Bewohner in vier Wohnhäusern. Pächter der Domäne war über 70 Jahre die Familie Wittmer.
Nach dem Ende des Ersten Weltkriegs und der Monarchie erhielt der letzte regierende Fürst zu Waldeck und Pyrmont, Friedrich, nach seiner Abdankung, per Vergleich mit dem Landtag des Freistaats Waldeck im Jahre 1920, u. a. das Eigentum am Forst Arolsen mit 3160 Hektar Wald und am 225 Hektar großen Kammergut Hünighausen; letzteres wurde dann gegen das bisherige Kammergut Eilhausen getauscht. Das daraufhin Staatsdomäne gewordene Hünighausen wurde 1932 aufgeteilt und besiedelt. Heute stehen dort mehrere vierstöckige Wohnblocks.